# Ivan Rodrigues
Ivan Rodrigues (São Paulo, 21 de outubro de 1950) é um empresário e político brasileiro. Em 1969, construiu uma das maiores empresas do seu setor na América Latina, a EMIC, de máquinas de ensaios. Em 1992 instalou a nova sede de sua empresa em São José dos Pinhais. foi prefeito de São José dos Pinhais entre os anos de 2009-2012.

## História
Infância
Ivan Rodrigues nasceu na cidade de São Paulo, em 1950. Teve uma infância com muitos problemas financeiros, mas sempre estudando em escola pública, ganhando comissão da merenda, incentivado pelo avô Adolfo Rodrigues. Fazia seus próprios brinquedos de tecido e de madeira.
Em 1964, no início da ditadura militar no Brasil, aos 14 anos, teve de deixar sua casa pois seu pai era atuante político no Partido Comunista Brasileiro, e foi perseguido pelo governo militar.
Juventude
Em 1969, aos 18 anos, comprou um torno e uma furadeira para abrir um negócio ao lado de seu pai. Logo depois, em um salão de nove metros quadrados, estava sendo criada a EMIC, a maior empresa de equipamentos para ensaio de materiais da América Latina, sempre com a ajuda da família.

## São José dos Pinhais
Ivan Rodrigues mudou-se para São José dos Pinhais. Em 1992 mudou a sede de sua empresa para a cidade paranaense.

## Política
Em 2008, Ivan Rodrigues foi convidado pelo Partido Trabalhista Brasileiro para se candidatar a prefeito de São José dos Pinhais. Venceu as eleições, surpreendendo a todos que esperavam o 2° lugar, o deputado federal Leopoldo Meyer, vencesse. Teve 39% dos votos, enquanto que Leopoldo ficou com 36% - diferença de 2.078 votos. Competiu também com Sandro Setim, filho do ex-deputado federal Luiz Carlos Setim; Hélcio Bino, empresário; e José Francisco Alexandre, empregado.
Pouco tempo após a criação do Partido Social Democrático, o prefeito Ivan sai do seu partido (PTB) para se filiar no novo. É o primeiro prefeito paranaense filiado no partido criado pelo prefeito de São Paulo Gilberto Kassab. No Paraná, o líder do partido é o deputado federal Eduardo Sciarra, contando com outros nomes de peso já filiados no estado, como Ney Leprevost. O prefeito saiu de seu antigo partido por problemas com colegas partidários, pois ganhou as eleições para ser presidente estadual do PTB, mas a eleição foi cancelada e o cargo ficou com Alex Canziani. Outros políticos de importância nacional já estão filiados no partidos como Otto Alencar, Guilherme Afif Domingos, Kátia Abreu, Raimundo Colombo, e pode contar com a filiação do candidato a vice-presidente da República em 2010, Índio da Costa.
Foi derrotado na tentativa de reeleição em 2012, para Luiz Carlos Setim, ficando em terceiro lugar, sendo superado até mesmo por um candidato desconhecido.
É pré-candidato a prefeito de São José dos Pinhais na próxima eleição .